# Danger (canción de Mötley Crüe)
«Danger» es una canción de la banda estadounidense de hard rock Mötley Crüe. Es la  última canción (#11) de su segundo álbum de estudio Shout at the Devil lanzado en 1983. Es la tercera canción más larga del álbum con una duración de 3:51. La canción hace entender que Hollywood es muy peligroso en el verso Danger, You're in danger, When the boys are around. Danger, You're in danger. And this is my town, This is hollywood.

## Apariciones
- Aparece en el álbum Music to Crash Your Car to: Vol. 1, como la canción #15 del segundo disco.[1]